# Williams FW40
Chronologie des modèles (2017)
Williams FW38 Williams FW41
La Williams FW40 est la monoplace de Formule 1 engagée par l'écurie britannique Williams F1 Team dans le cadre du championnat du monde de Formule 1 2017. Elle est pilotée par le Canadien Lance Stroll, qui fait ses débuts dans la discipline, et par le Brésilien Felipe Massa, qui avait initialement annoncé sa retraite sportive avant que son coéquipier, Valtteri Bottas, ne soit débauché par Mercedes Grand Prix. Le pilote-essayeur, le Britannique Paul di Resta, remplace Felipe Massa malade lors du Grand Prix de Hongrie. Le nom de la monoplace fait référence aux quarante ans de présence de Williams en Formule 1, sa devancière étant nommée Williams FW38.
La troisième place obtenue par Lance Stroll à l'arrivée du Grand Prix d'Azerbaïdjan est le seul podium de l'année où ne monte pas un pilote Mercedes, Ferrari ou Red Bull. 
Elle est actuellement exposée au Musée The National Motor Club à Beaulieu dans le New Forest (Angleterre). 

## Résultats en championnat du monde de Formule 1
| Saison | Écurie                  | Moteur                                 | Pneus   | Pilotes       | Courses | Courses | Courses | Courses | Courses | Courses | Courses | Courses | Courses | Courses | Courses | Courses | Courses | Courses | Courses | Courses | Courses | Courses | Courses | Courses | Points inscrits | Classement |
| Saison | Écurie                  | Moteur                                 | Pneus   | Pilotes       | 1       | 2       | 3       | 4       | 5       | 6       | 7       | 8       | 9       | 10      | 11      | 12      | 13      | 14      | 15      | 16      | 17      | 18      | 19      | 20      | Points inscrits | Classement |
| ------ | ----------------------- | -------------------------------------- | ------- | ------------- | ------- | ------- | ------- | ------- | ------- | ------- | ------- | ------- | ------- | ------- | ------- | ------- | ------- | ------- | ------- | ------- | ------- | ------- | ------- | ------- | --------------- | ---------- |
| 2017   | Williams Martini Racing | Mercedes-AMG F1 M08 EQ Power+ V6 Turbo | Pirelli |               | AUS     | CHI     | BAH     | RUS     | ESP     | MON     | CAN     | AZE     | AUT     | GBR     | HON     | BEL     | ITA     | SIN     | MAL     | JAP     | USA     | MEX     | BRE     | ABU     | 83              | 5e         |
| 2017   | Williams Martini Racing | Mercedes-AMG F1 M08 EQ Power+ V6 Turbo | Pirelli | Lance Stroll  | Abd.    | Abd.    | Abd.    | 11e     | 16e     | 14e*    | 9e      | 3e      | 10e     | 16e     | 14e     | 11e     | 7e      | 8e      | 8e      | Abd.    | 11e     | 6e      | 16e*    | 18e     | 83              | 5e         |
| 2017   | Williams Martini Racing | Mercedes-AMG F1 M08 EQ Power+ V6 Turbo | Pirelli | Felipe Massa  | 6e      | 14e     | 6e      | 9e      | 13e     | 9e      | Abd.    | Abd.    | 9e      | 10e     |         | 8e      | 8e      | 11e     | 9e      | 10e     | 9e      | 11e     | 7e      | 10e     | 83              | 5e         |
| 2017   | Williams Martini Racing | Mercedes-AMG F1 M08 EQ Power+ V6 Turbo | Pirelli | Paul di Resta |         |         |         |         |         |         |         |         |         |         | Abd.    |         |         |         |         |         |         |         |         |         | 83              | 5e         |

Légende : ici 